# Вымпел (клуб по хоккею с мячом)
«Вы́мпел» — команда по хоккею с мячом из города Королёва Московской области. В настоящее время выступает в Высшей лиге.

## История
На протяжении ряда лет была сильнейшей командой Подмосковья. Была создана в конце 1934 при заводе № 8 имени Калинина (с 1985 — НПО «Энергия», ныне — ЗЭМ РКК «Энергия»). Представляла ДСО «Зенит» (1936—1957 и 1966—1987), «Труд» (1957—1966). Выступала под названиями: завод имени Калинина (1934—1936 и чемпионатах СССР 1951—1953), «Зенит» (1936—1957, в печати и некоторых документах по соображениям секретности называлась командой г. Калининграда), «Труд» (1957—1961). С 1961, после того как заводской КФК стал называться СК «Вымпел», команда носит то же название.
До 1939 выступала в чемпионатах МОСПС, Мытищинского района и Московской области. Во всесоюзных соревнованиях дебютировала в сезоне 1939, став участником зонального турнира Кубка СССР. В 1940 вышла в финал зонального турнира Кубка СССР, являвшегося одновременно первым розыгрышем Кубка Московской области. В 1941 стала обладателем Кубка области (к Кубку СССР в тот год допускались лишь представители крупных городов). С началом войны до конца 1944 команда не существовала.
В начале 1945 была восстановлена, и до 1950, как и в 1940 и 1941, боролась с «Трактором» (Люберцы) за победу во всех областных соревнованиях. С 1950 регулярно выступала во всесоюзных и всероссийских соревнованиях. Победив в 1957 в классе «Б», команда получила право играть в классе «А», где дважды (1959 и 1961) занимала четвертые места, а в 1963 стала третьим призером чемпионата. Несмотря на потерю ведущего нападающего В. Маслова, команда, возглавляемая В. И. Карелиным, вошла в число сильнейших в стране. Успех пришел во многом благодаря усилиям многоопытных лидеров М. Туркина, Ю. Войкина, А. Константинова, появлению ставших наиболее результативными Ю. Шорина и Ю. Ульянова. В дальнейшем команда выступала с переменным успехом, хотя некоторые её игроки (В. Громаков, В. Данилов, А. Попов) призывались под знамёна сборной СССР. «Вымпел» отличался стабильностью состава, в котором на протяжении многих лет на главных ролях были Е. Косоруков, Ю. Лагош, Г. Любченко, Ю. Парыгин, А. Попов, В. Стариков, Г. Шахманов. В 80-е несколько хоккеистов команды (А. Цыганов, С. Зимин, Анд. Кукушкин, Н. Семенычев) были приглашены в московское «Динамо», где завоевали немало наград и закрепились в сборной СССР. Переходили туда игроки команды и в 90-е (А. Берёзин, А. Михалев, В. Харчев), однако причины того, что они не возвращались домой после службы в армии, были иными.
После отказа предприятия в 1993 содержать команду начались трудные для неё времена. Отыграв сезон 1994 в высшей лиге, по финансовым причинам она выбыла, минуя первую, сразу во вторую лигу. Через три года «Вымпел» перебрался в первую лигу, но и став муниципальной командой, из года в год продолжает испытывать финансовые трудности.

## Достижения
- Чемпионат СССР
  -  Бронзовый призёр (1): 1962/63.